# Вудбери Сентер (Конектикат)
Вудбери Сентер (енгл. Woodbury Center) насељено је место без административног статуса у америчкој савезној држави Конектикат.

## Демографија
По попису из 2010. године број становника је 1.294, што је 4 (-0,3%) становника мање него 2000. године.
| Група             | 2000.         | 2010.         |
| Белци             | 1.260 (97,1%) | 1.185 (91,6%) |
| Афроамериканци    | 11 (0,8%)     | 9 (0,7%)      |
| Азијати           | 5 (0,4%)      | 55 (4,3%)     |
| Хиспаноамериканци | 15 (1,2%)     | 31 (2,4%)     |
| Укупно            | 1.298         | 1.294         |